# Holcocera increta
Holcocera increta é uma espécie de mariposa do gênero Holcocera pertencente à família Coleophoridae.